# Gestapo

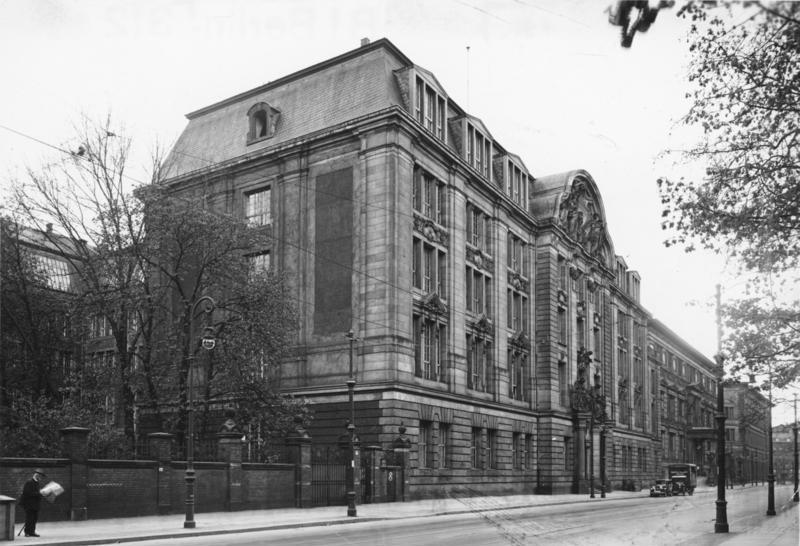
Het beruchte Gestapohoofdkwartier aan de Prinz-Albrecht-Straße 8 te Berlijn

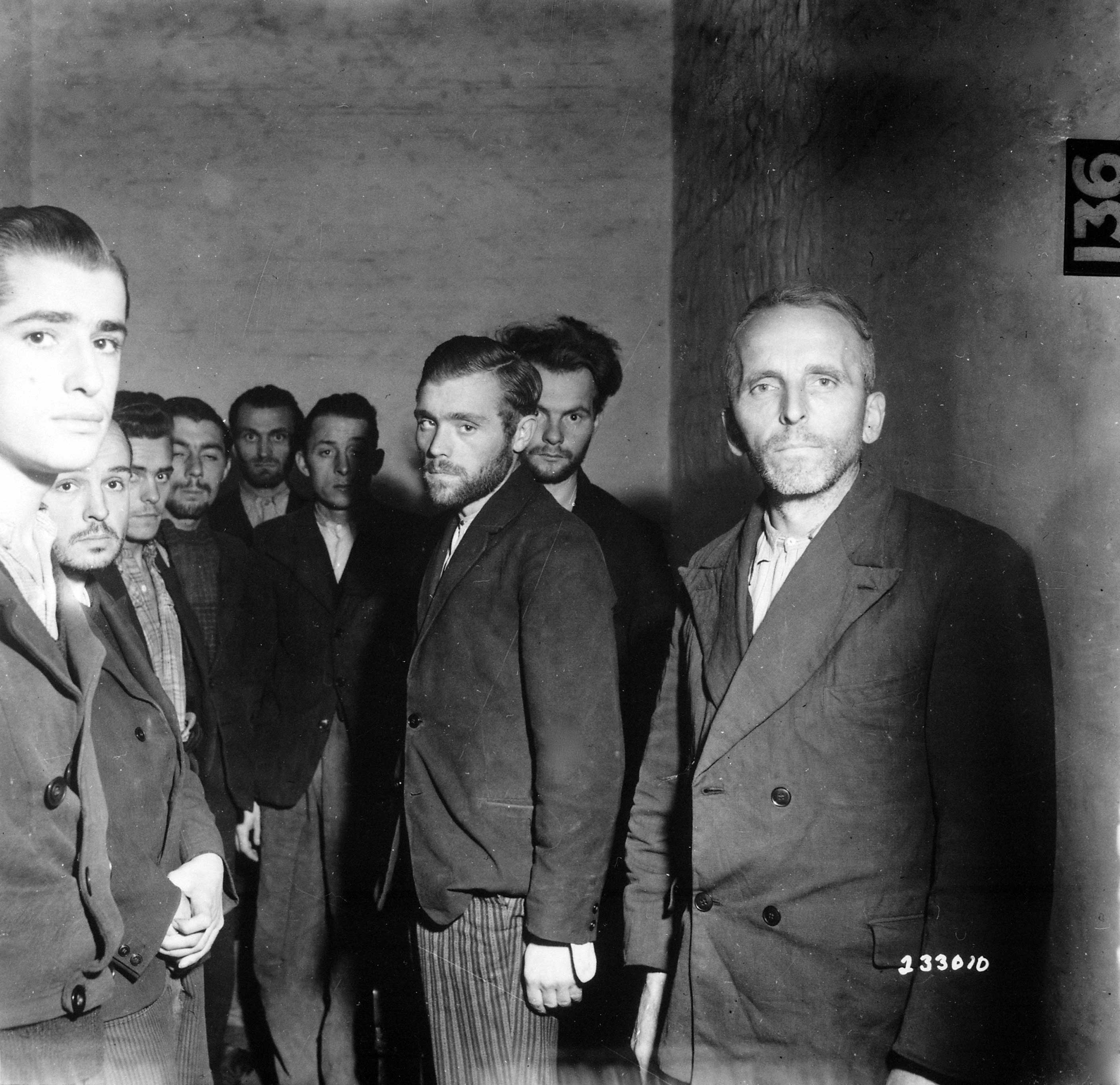
Gearresteerde leden van de Gestapo na de bevrijding van Luik door de geallieerden

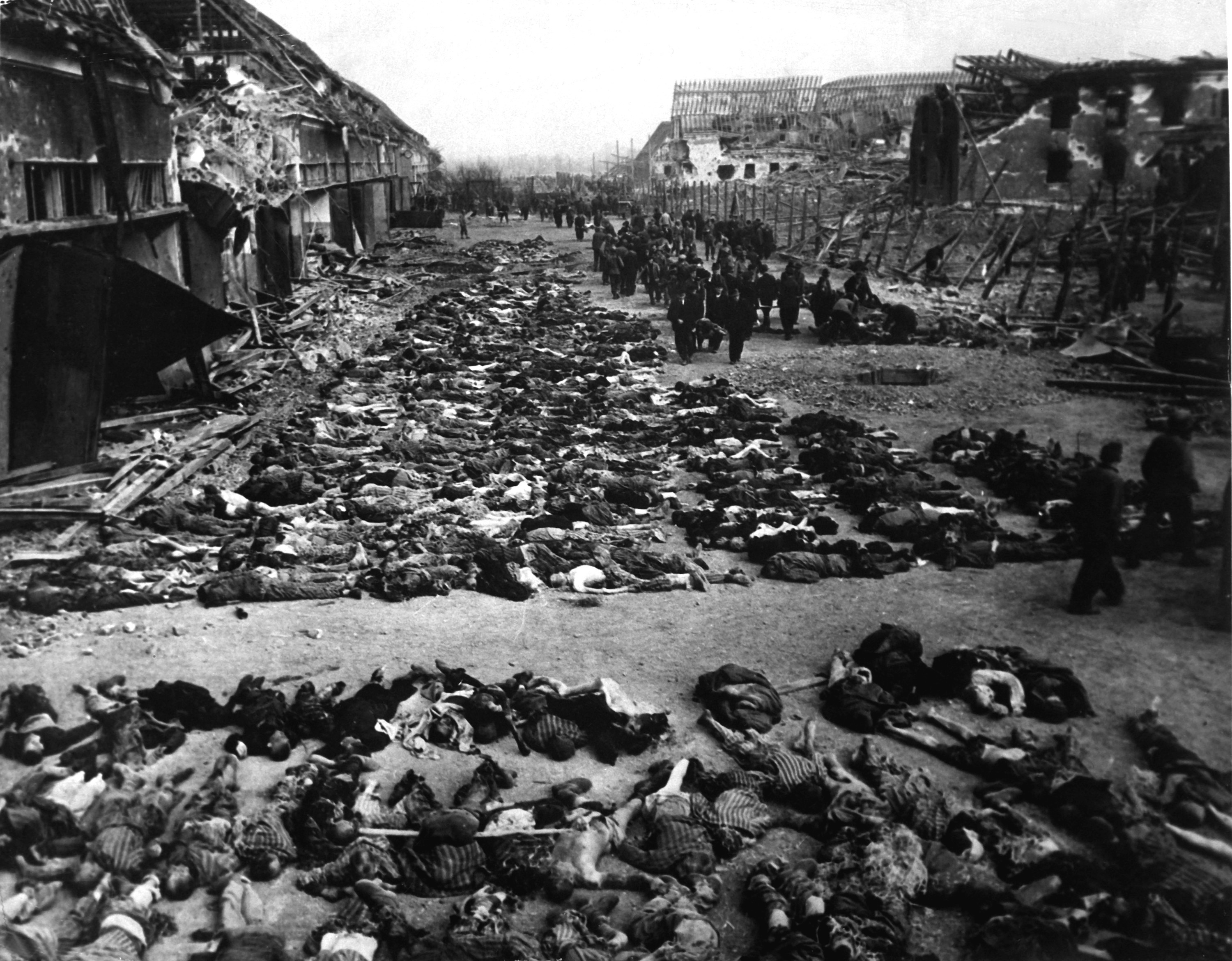
Rijen dode lichamen in het Gestapo-concentratiekamp Mittelbau-Dora in Nordhausen

De Gestapo, afkorting voor Geheime Staatspolizei (tot 1936 ook wel Gestapa, voor Geheimes Staatspolizeiamt), was de politieke of geheime politie in nazi-Duitsland (1933 - 1945). Het centrale Gestapohoofdkwartier bevond zich aan de Prinz-Albrecht-Straße 8 (thans (2025) Niederkirchnerstraße 8) in Berlijn.

## Achtergrond
De Geheime Staatspolizei werd in 1933 opgericht door Hermann Göring, toen deze minister van Binnenlandse Zaken werd van de deelstaat Pruisen. Heinrich Himmler werd op 20 april 1934 de bevelhebber van de Gestapo en z'n naaste collega Reinhard Heydrich nam de dagelijkse leiding over (met ondergeschikte Heinrich Müller). Op 26 juni 1936 vaardigde Reichsführer-SS en Chef der Deutschen Polizei im Reichsministerium des Innern Heinrich Himmler een decreet uit waardoor de Duitse politie-eenheden in twee afdelingen werden verdeeld: de Ordnungspolizei (Orpo) en de Sicherheitspolizei (Sipo). De Orpo was de reguliere politie en stond ook bekend als de geüniformeerde politie. De Sipo bestond uit de Gestapo, de Kriminalpolizei (Kripo) en de grenspolitie. Himmler maakte van de Gestapo een korps dat alle vermeende of echte staatsvijanden van nazi-Duitsland in het Duitse binnenland en de bezette Europese gebieden opspoorde en, via een gerechtelijke vrijbrief, zonder uitgebreide juridische procedures vervolgde. Alhoewel de Gestapo geen grote eenheid was, had het een uitgebreid netwerk van informanten die massaal overgingen tot het verklikken van iedere mogelijke vijand van het Hitler-regime. Ontegensprekelijk kwamen personen zonder enige blaam of schuld aan hoogverraad met deze terreurtactiek in de vele concentratiekampen.
De Gestapo en tot op zekere hoogte de Kriminalpolizei waren de uitvoerende afdelingen van de nazi-politiestaat. In 1942 werden de Kripo, de Sicherheitsdienst en de Gestapo samengevoegd en onder het bevel geplaatst van de Reichssicherheitshauptamt (RSHA).
Gestapo-agenten hadden een ovale metalen penning aan een ketting bij zich, waardoor zij zich konden legitimeren. Op de ene kant stond de bekende Duitse adelaar. Aan de andere kant stond de tekst "Geheime Staatspolizei", met daaronder een nummer.

## Na de Tweede Wereldoorlog
Omdat de Gestapo en de Sicherheitsdienst zeer nauw samenwerkten en hun activiteiten quasi gelijkwaardig waren werden beide organisaties tijdens het Proces van Neurenberg samen aangeklaagd. Zowel de Gestapo, de SS als de SD werden na het oorlogstribunaal bestempeld als een criminele organisatie en hun leden werden berecht.

## Bevelhebbers
| Nr. | Afbeelding | Bevelhebbers                                | Aangetreden       | Einde termijn     | Duur termijn      |
| --- | ---------- | ------------------------------------------- | ----------------- | ----------------- | ----------------- |
| 1   |            | Inspekteur Rudolf Diels (1900-1957)         | 26 april 1933     | 20 april 1934     | 11 maanden        |
| 2   |            | SS-Oberführer Reinhard Heydrich (1904-1942) | 20 april 1934     | 27 september 1939 | 5 jaar, 5 maanden |
| 3   |            | SS-Oberführer Heinrich Müller (1900-1945)   | 27 september 1939 | 1 mei 1945        | 5 jaar, 7 maanden |

RSHA (SD · Gestapo · Kripo · RSD) · Orpo · Abwehr